# HMS Antelope (H36)
HMS Antelope (H36) là một tàu khu trục lớp A của Hải quân Hoàng gia Anh Quốc. Nó đã phục vụ trong Chiến tranh Thế giới thứ hai, góp công vào việc đánh chìm ba tàu ngầm đối phương cũng như tham gia Chiến dịch Torch tại Bắc Phi. Antelope sống sót qua chiến tranh và bị tháo dỡ vào năm 1946.

## Thiết kế - Chế tạo – Nâng cấp
Antelope được đặt hàng vào ngày 6 tháng 3 năm 1928, và được đặt lườn tại xưởng tàu của hãng Hawthorn Leslie ở Tyneside vào ngày 11 tháng 7 năm 1928. Con tàu được hạ thủy vào ngày 27 tháng 7 năm 1929 và đưa ra hoạt động vào ngày 20 tháng 3 năm 1930.
Nó có một dàn pháo chính bao gồm bốn khẩu QF 4,7 in (120 mm) Mark IX trên bệ CP Mark XIII góc thấp 30° vốn chỉ phù hợp để đối hạm, và dàn hỏa lực phòng không gồm hai khẩu pháo QF 2-pounder (40-mm) Mark II "pom-pom". Tám ống phóng ngư lôi 21 inch (530 mm) được bố trí trên hai bệ bốn nòng, và mang theo kiểu ngư lôi 21 inch (530 mm) Mark IX.
Các thiết bị chống tàu ngầm ban đầu rất giới hạn, không được trang bị sonar và chỉ có sáu quả mìn sâu. Sonar được bổ sung vào năm 1939, vốn đã được Antelope sử dụng vào việc đánh chìm tàu ngầm U-41.
Đến năm 1941, một trong các khẩu pháo 4,7 inch và bệ ống phóng ngư lôi phía sau được tháo dỡ, bổ sung một khẩu pháo 3 in (76 mm) phòng không thay chỗ ống phóng ngư lôi, đồng thời tăng cường vũ khí chống tàu ngầm khi mang theo 70 quả mìn sâu và khả năng phóng theo sơ đồ một loạt 10 quả. Radar cũng được trang bị, và dàn vũ khí phòng không tầm gần được bổ sung thêm kiểu pháo Oerlikon 20 mm, với hai khẩu vào năm 1941 và sau cùng lên đến sáu khẩu. Pháo 3 inch được tháo dỡ vào năm 1943, khi thiết bị định hướng cao tần được trang bị; và một khẩu 4,7 inch thứ hai được thay thế vào năm 1944 bởi hai khẩu pháo QF 6 pounder Hotchkiss.

## Lịch sử hoạt động

### Trước chiến tranh
Sau khi hoàn tất vào năm 1930, Antelope cùng với phần còn lại của lớp A và chiếc soái hạm khu trục HMS Codrington gia nhập Chi hạm đội Khu trục 3 tại Địa Trung Hải. Nó đã tham gia tuần tra ngoài khơi bờ biển Tây Ban Nha trong khi diễn ra cuộc nội chiến tại đây, và mắc tai nạn va chạm với các tàu khu trục HMS Active và HMS Worcester. Sau khi được sửa chữa, Antelope quay trở về Anh, và đặt căn cứ tại Portsmouth.

### Mở màn Chiến tranh Thế giới thứ hai
Khi Chiến tranh Thế giới thứ hai nổ ra, Antelope được điều về Chi hạm đội Khu trục 18 thuộc Lực lượng Eo biển đặt căn cứ tại Portsmouth. Trong thời gian còn lại của năm 1939 và những tháng đầu năm 1940, nó thực hiện các nhiệm vụ tuần tra và hộ tống vận tải tại eo biển Anh Quốc và khu vực Tiếp cận phía Tây. Vào ngày 5 tháng 2 năm 1940, nó là chiếc tàu hộ tống duy nhất cho đoàn tàu vận tải OA84 ở phía Nam Ireland khi chúng bị tàu ngầm Đức U-41 tấn công, đánh chìm tàu chở hàng Beaverburn và làm hư hại tàu chở dầu Ceronia. Antelope đã phản công bằng mìn sâu và đánh chìm chiếc tàu ngầm đối phương. Đây là chiếc U-boat duy nhất ngoài biển vào lúc đó và là chiếc đầu tiên bị đánh chìm dưới nước bởi một tàu khu trục duy nhất. Hạm trưởng của Antelope, Thiếu tá Hải quân R.T. White, được tặng thưởng Huân chương D.S.O. vào ngày 11 tháng 7 năm 1940 do chiến công này; ông chỉ huy Antelope từ ngày 24 tháng 9 năm 1938 đến ngày 26 tháng 2 năm 1941.

### Na Uy
Vào tháng 4 năm 1940, Antelope được điều động về Hạm đội Nhà để hoạt động trong Chiến dịch Na Uy; và khi soái hạm của lực lượng Pháp tại Na Uy, tàu tuần dương Pháp Emile Bertin, bị hư hại do trúng bom ngoài khơi Namsos, Antelope đã hộ tống nó đi đến Scapa Flow. Sau đó Antelope quay trở lại hoạt động ngoài khơi Na Uy, nhưng vào ngày 13 tháng 6 năm 1940, nó va chạm với Electra ngoài khơi Trondheim, Na Uy, và bị buộc phải quay trở về Tyne để sửa chữa, vốn kéo dài cho đến tháng 8 năm đó. Nó gia nhập trở lại Chi hạm đội Khu trục 16 đặt căn cứ tại Harwich.

### Đại Tây Dương
Vào tháng 8 năm 1940, Antelope lên đường tham gia Chiến dịch Menace, cuộc tấn công Dakar, nhưng sau khi HMS Fiji trúng ngư lôi vào ngày 1 tháng 9, Antelope được phân công hộ tống chiếc tàu tuần dương quay trở về Clyde, Scotland. Antelope sau đó gia nhập Chi hạm đội Khu trục 12 đặt căn cứ tại Greenock, Scotland.
Vào ngày 31 tháng 10 năm 1940, Antelope nằm trong thành phần hộ tống cho đoàn tàu vận tải OB237 khi nó đối đầu với tàu ngầm Đức U-31 ngoài khơi bờ biển Tây Bắc Ireland. Mìn sâu do Antelope và tàu chị em HMS Achates thả đã buộc U-31 phải nổi lên mặt nước, nơi thủy thủ đoàn của nó bỏ tàu. Antelope tìm cách chiếm U-31, nhưng va chạm với chiếc tàu ngầm không người điều khiển, làm hư hại chiếc tàu khu trục và làm đắm U-31. Antelope cứu vớt 44 người trong số thủy thủ của U-31, trong đó một người qua đời trên tàu, và đưa họ quay trở lại Clyde.
Antelope gia nhập Chi hạm đội Khu trục 3 với nhiệm vụ hộ tống các tàu chiến chủ lực của Hạm đội Nhà. Vào tháng 5 năm 1941, nó hình thành nên lực lượng tàu khu trục hộ tống cho tàu chiến-tuần dương Hood và thiết giáp hạm Prince of Wales truy lùng thiết giáp hạm Đức Bismarck. Bị tách khỏi các tàu chiến lớn vào lúc xảy ra Trận chiến eo biển Đan Mạch, Antelope chỉ đến nơi hai giờ sau đó tìm kiếm những người sống sót của chiếc Hood bị đánh chìm, rồi sau đó hộ tống cho tàu sân bay HMS Victorious.
Vào tháng 8 năm 1941, Antelope tham gia Chiến dịch Gauntlet, một hoạt động thành công trong việc tiêu diệt các cơ sở chế biến than tại Spitsbergen, ngăn trở việc cung cấp than cho đối phương. Đến tháng 10, nó nó hình thành nên lực lượng hộ tống cho Đoàn tàu vận tải PQ-1 đi đến Liên Xô.

### Malta
Antelope đi đến Gibraltar vào tháng 4 năm 1942, hộ tống cho tàu sân bay Hoa Kỳ Wasp trong Chiến dịch Calendar, một dự định chuyển giao máy bay tiêm kích Spitfire đang rất thiếu hụt tại Malta, và hoạt động như một tàu hộ tống trong Chiến dịch Bowery tiếp theo, khi USS Wasp và HMS Eagle chuyển giao 61 máy bay Spitfire, và trong Chiến dịch LB khi Eagle chuyển giao thêm 17 máy bay Spitfire đến Malta trong tháng 5, lặp lại với các chiến dịch Style và Salient trong tháng 6 năm 1942 giao thêm 55 chiếc Spitfire nữa.
Vào ngày 11 tháng 6, chỉ một ngày sau khi quay trở về Gibralta sau Chiến dịch Salient, Antelope hình thành nên lực lượng hộ tống cho Chiến dịch Harpoon, một dự định tiếp tế quy mô lớn được hộ tống mạnh mẽ đến Malta đang bị bao vây. Sau khi tàu tuần dương Liverpool bị hư hại bởi các máy bay ném bom-ngư lôi Ý, Antelope được cho tách ra khỏi đoàn tàu vận tải để kéo Liverpool quay trở lại Gibralta, có tàu khu trục HMS Westcott hộ tống. Sang tháng 7, Antelope tham gia thêm hai đợt vận chuyển máy bay Spitfire khác cùng với Eagle trong các chiến dịch Pinpoint và Insect. Vào tháng 8, nó lại hình thành nên lực lượng hộ tống chủ yếu cho Chiến dịch Pedestal, một đoàn tàu vận tải khác đến Malta.
Sau một giai đoạn đặt căn cứ ngoài khơi Tây Phi, Antelope hộ tống các đoàn tàu vận tải chuyển quân tham gia Chiến dịch Torch, cuộc đổ bộ của quân Đồng Minh lên Tây Phi thuộc Pháp. Vào ngày 30 tháng 1 năm 1943, cùng với tàu corvette Canada HCMS Port Arthur, Antelope đánh chìm tàu ngầm Ý Tritone. Đến tháng 3 năm 1943, nó hộ tống cho Empress of Canada, nhưng chiếc tàu biển chở hành khách bị tàu ngầm Ý Leonardo da Vinci đánh chìm vào ngày 13 tháng 3. Đến tháng 7 năm 1943, Antelope tham gia Chiến dịch Husky, cuộc đổ bộ của quân Đồng Minh lên Sicilia.

### Bị loại bỏ
Vào tháng 8 năm 1944, Antelope quay trở về Anh. Vào lúc này tình trạng vật chất của nó rất tệ hại, và nó bị bỏ không trong thành phần dự bị tại Tyne vào tháng 10, trong khi thủy thủ đoàn của nó được điều sang các con tàu khác, giúp làm giảm tình trạng thiếu hụt nhân lực trong Hải quân Hoàng gia. Đến năm 1946, Antelope bị bán cho hãng Hughes Bolckow để tháo dỡ.